# Bałky (obwód winnicki)
Bałky (ukr. Балки) – wieś na Ukrainie, w obwodzie winnickim, w rejonie żmeryńskim, w hromadzie Bar, nad Riwem, naprzeciwko miasta Bar. W 2023 roku liczyła 1717 mieszkańców.